# Кдиње
Кдиње (чеш. Kdyně) град је у Чешкој Републици. Град се налази у управној јединици Плзењски крај, у оквиру којег припада округу Домажлице.

## Становништво
Према подацима о броју становника из 2014. године град је имао 5.242 становника.

## Партнерски градови
- Ешлкам